# 塔帕卡县

所在位置

塔帕卡县(乌尔都语: تھرپارکر )，巴基斯坦信德省的一个县，位于该省东南部。总面积19,638 km2 (7,582.3 sq mi)，总人口955,812(1998)。

## 行政区划
塔帕卡县分为4个乡。